# Grammy Latino de Melhor Interpretação de Reggaeton
O Grammy Latino de Melhor Interpretação de Reggaeton é um prêmio concedida anualmente pela Academia Latina da Gravação no Grammy Latino, uma cerimônia que reconhece a excelência e promove uma consciência mais ampla da diversidade cultural e das contribuições de artistas latinos nos Estados Unidos e internacionalmente.
De acordo com as definições das categorias regulamentadas pela Academia, a categoria é dedicada a premiar "singles ou faixas lançadas comercialmente (vocais ou instrumentais) de gravações que contenham 51% ou mais de tempo de execução de material recém-gravado (inédito), e 51% tempo de execução da música Reggaeton (conforme definido pelo Comitê Urbano). Pode incluir uma mistura de fusão de estilos urbanos com outros gêneros, desde que o “Reggaeton” predomine como personagem musical principal. Para artistas solo, duplas ou grupos. É concedido a artistas solo, duplas ou grupos
A categoria foi apresentada pela primeira vez na 21ª edição anual do Grammy Latino. O cantor porto-riquenho Bad Bunny venceu por sua canção "Yo Perreo Sola".

## Vencedores e indicados
| Ano  | Artista                            | Trabalho         | Indicado(s) | Ref.  |
| ---- | ---------------------------------- | ---------------- | --- | ----- |
| 2020 | Bad Bunny                          | "Yo Perreo Sola" | - J Balvin – "Morado" - DJ Snake e J Balvin feat. Tyga – "Loco Contigo" - Feid e Justin Quiles – "Porfa" - Guaynaa e Cauty – "Chicharrón" - Ozuna – "Te Soñé de Nuevo" - Sech e Ozuna – "Si Te Vas" | [ 3 ] |
| 2021 | Karol G                            | "Bichota"        | - J Balvin – "Tu Veneno" - Farruko – "La Tóxica" - Ozuna – "Caramelo" - Jay Wheeler, DJ Nelson & Myke Towers – "La Curiosidad"                                                                      | [ 4 ] |
| 2022 | Tainy, Bad Bunny & Julieta Venegas | "Lo Siento BB:/" | - Rauw Alejandro & Chencho Corleone – "Desesperados" - Anitta – "Envolver" - Bad Bunny – "Yonaguni" - Bizarrap & Nicky Jam – "Nicky Jam: Bzrp Music Sessions, Vol. 41"                              | [ 5 ] |
| 2023 | Tego Calderon                      | "La Receta"      | - Maria Becerra – "Automático" - Feid – "Feliz Cumpleaños Ferxxo" - Karol G feat. Maldy – "Gatúbela" - Ozuna & Feid – "Hey Mor"                                                                     | [ 6 ] |